# Hybos baiyunshanensis
Hybos baiyunshanensis är en tvåvingeart som beskrevs av Saigusa och Yang 2003. Hybos baiyunshanensis ingår i släktet Hybos och familjen puckeldansflugor. Inga underarter finns listade i Catalogue of Life.